# Anomophotopsis quinteroi
Anomophotopsis quinteroi (лат.) — вид ос-немок (бархатных муравьёв) рода Anomophotopsis из подсемейства Sphaeropthalminae. Неотропика.

## Распространение
Южная Америка: Бразилия.

## Описание
Мелкие пушистые осы-немки, длина тела 7—9 мм. Паразиты в гнёздах жалящих перепончатокрылых насекомых: отмечены на пчёлах Paroxystoglossa transversa  Moure, 1943 (Halictidae). Личинки ос-немок питаются личинками хозяев и там же окукливаются. Имаго питаются нектаром. Сходен с видами Anomophotopsis cometa и Anomophotopsis matrera. Вид A. quinteroiбыл назван в честь энтомолога Diomedes Quintero A., за его вклад в изучение Неотропических ос-немок Mutillidae.